# Orde van de Arbeid (Frankrijk)

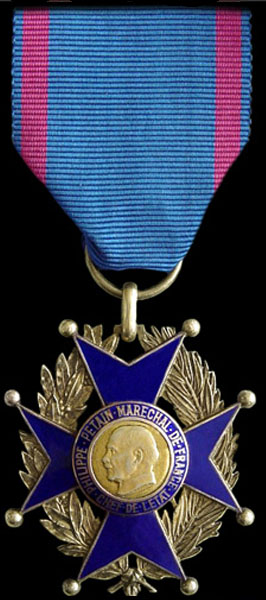
Voorzijde

De Nationale Orde van de Arbeid (Frans: "Ordre national du Travail") werd op 1 april 1942 door de Franse maarschalk en "chef d'Etat" (Frans: "staatshoofd", formeel was hij geen president) Pétain ingesteld.
De onderscheiding werd 200 maal verleend. Op 1 mei, het feest van de Arbeid, werden in 1943 en 1944 telkens 100 ridders benoemd. Omdat een ridder in de Orde van de Arbeid pas na tien jaar bevorderd kon worden tot officier en nog later tot commandeur is het nooit tot deze benoemingen gekomen.
Voor het verlenen van de onderscheiding waren tien jaar werkervaring, bijzondere vakbekwaamheid, een uitmuntend sociaal besef of grote verdienste voor de bedrijfstak of de Franse natie nodig en men moest 35 jaar oud zijn.

De indeling in drie graden en het beheer over de Orde door een Raad die door de staatssecretaris van Arbeid werd voorgezeten passen in de traditie van de Franse ministeriële orden. De Raad bestond uit twee arbeiders, twee kunstenaars, twee werkgevers, twee vakbondsbestuurders en vier andere leden.
De Orde mag niet worden verward met een van deze Orden; de in 1957 ingestelde Orde van Verdienste op de Werkplek (Frankrijk) (Frans: "Ordre du Mérite du Travail")
De voorlopige Franse regering van Charles de Gaulle besloot na de bevrijding van Frankrijk dat er geen leden meer zouden worden benoemd.
Het kruis van de Orde van de Arbeid
Het kleinood van de orde is een blauwgeëmailleerd zilveren Maltezer kruis. Op het kruis is een medaillon met de afbeelding van Maarschalk Pétain gelegd met daaromheen "PHILIPPE PETAIN - MARECHAL DE FRANCE - CHEF DE L’ÉTAT" in witte letters op een blauwe band. Op de keerzijde staat "ORDRE NATIONAL DU TRAVAIL" rond een medaillon met een Francisque. Boven het kruis is een zilveren lauwerkrans aangebracht. Het lint is blauw met twee rode strepen.
Zie ook: lijst van historische orden van Frankrijk.